# 중국기원
중국기원(中国棋院, 중궈치위안)은 바둑, 브리지, 체스, 샹치 등의 보드 게임, 카드 게임을 주관하는 중화인민공화국의 공식 기관이다.

## 역대 기원장
1. 천주더(陈祖德): 1992년 - 2003년
2. 왕뤼난(王汝南): 2003년 - 2007년
3. 화이강(华以刚): 2007년 – 2009년 6월
4. 류스밍(刘思明): 2009년 6월 - 2015년 1월
5. 주궈핑(朱国平): 2018년 9월 - 현재